# Yōko Nakamura
Yōko Ōide (大出 容子 Ōide Yōko?), más conocida como Yōko Nakamura (中村 容子 Nakamura Yōko?) (Tokorozawa, Saitama, Japón 11 de abril de 1966) es una cantante idol y actriz tarento japonesa que estuvo presente en series del género tokusatsu. Es especialmente recordada por su personaje de Sara Tokimura la "Yellow Flash", en la serie Chōshinsei Flashman.
No debe ser confundida con otra Yōko Nakamura, una locutora de radio japonesa, cuyo verdadero nombre es Yōko Ozawa (小澤 容子 Ozawa Yōko?) (Yamanashi, Chūbu, Honshū, Japón 5 de septiembre de 1969). Varios sitios de internet atribuyen erróneamente fotos de esta última para mostrar la apariencia actual de la actriz.
El 19 de noviembre de 2016, asistió al "Festival Supernova 30vo Aniversario", donde apareció y posó para las cámaras junto a casi todos los miembros del elenco original de Chōshinsei Flashman (tanto de héroes como de villanos) después de 30 años.
En la actualidad se encuentra totalmente alejada de los medios de comunicación, en familia junto a su esposo e hijos, según expresiones del actor Touta Tarumi (recordado por su personaje de Jin en Flashman).

## Filmografía

### Series
En la parte derecha se menciona el nombre de su personaje y/o los cameos en los que aparece.
- Beat Takeshi no ko ni kura jii-san 2 (1984).
- Nin Hissatsu Shigoto V (1985) — (episodio 22).
- Dengeki Sentai Changeman (1985) — Ayra, chica arco iris (episodio 45).
- Chōshinsei Flashman (1986-1987) — Sara/Yellow Flash.
- Beat Takeshi no Sports Taishou (1986)
- Chikyū Sentai Fiveman (1990) — Yuriko (episodio 35).
- Kaizoku Sentai Gokaiger (2011) — Sara/Yellow Flash.

### Películas
En la parte derecha se menciona el nombre de su personaje.
- Chōshinsei Flashman (1986) — Sara/Yellow Flash.

## Discografía
- Teenage Soldier (ティーンエイジ・ソルジャー).
- Shocking Doll (ショッキング・ドール).
- Heart no Iro wa Umi no Iro (ハートの色は海の色).
- Natsu Iro My Heart (夏色マイハート).
- Shocking Doll 18 (ショッキング・ドール18).
- Subete (すべて).

## Aparición en otros medios (revista)
En la parte derecha se menciona el nombre de su personaje.
- Onna wa Dakara Taihen da (1994) — Obatakazuyuki